# Leonhard Kaupisch
Leonhard Kaupisch, nemški general, * 1. september 1878, † 26. september 1945.